# Éditions Orphie
Éditions Orphie est une maisons d'édition française spécialiste de la France d'outre-mer. La société a son siège à Saint-Denis à La Réunion. Elles sont exploitées par la société Orphie.

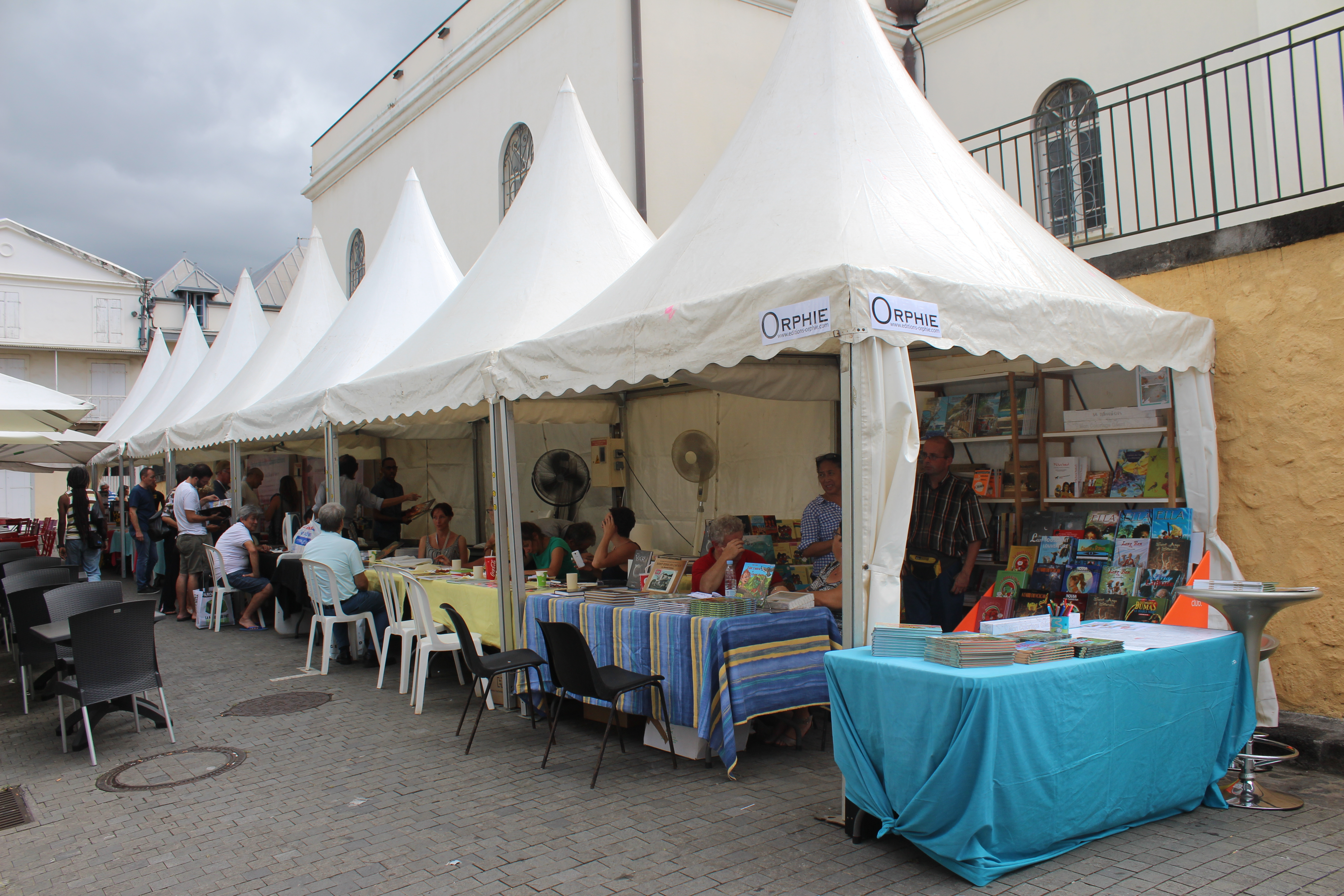
Stand des Éditions Orphie lors du festival Cyclone BD 2015.

## Présentation
Implantée à La Réunion depuis 1984, elle s'est développée sur tout l'Outre-mer et en métropole dès 1994.
En 2019, Gérard Doyen, fondateur de la maison d'édition, rachète les éditions Ibis Rouge de Guyane,.
En 2024 la maison d'édition fêtera ses 40 ans d'existence.

## Principaux auteurs
- Aimé Césaire
- Isabelle Hoarau
- Céline Huet
- Daniel Lauret
- Yves Manglou
- Pierre-Louis Rivière
- Jacques Roumain
- Jean-Paul Tapie
- Daniel Vaxelaire

## Prix et distinctions
- Prix fiction du Livre Insulaire d'Ouessant 2002 pour Notes des derniers jours de Pierre-Louis Rivière[9].
- Prix Insulaire Découverte d'Ouessant 2010 pour Ali de Zanzibar de Salim Hatubou[10].
- Prix du livre insulaire d'Ouessant 2011, mention spéciale pour l'ouvrage de Fred Theys, Les zazous, l'initiation[11].
- Prix Daniel Bayon 2023 pour Crosses en l’air de Dominique Maraval[12],[13].